# Sidhi
Sidhi là một thành phố và khu đô thị của quận Sidhi thuộc bang Madhya Pradesh, Ấn Độ.

## Địa lý
Sidhi có vị trí 24°25′B 81°53′Đ / 24,42°B 81,88°Đ Nó có độ cao trung bình là 272 mét (892 feet).

## Nhân khẩu
Theo điều tra dân số năm 2001 của Ấn Độ, Sidhi có dân số 45.664 người. Phái nam chiếm 54% tổng số dân và phái nữ chiếm 46%. Sidhi có tỷ lệ 69% biết đọc biết viết, cao hơn tỷ lệ trung bình toàn quốc là 59,5%: tỷ lệ cho phái nam là 77%, và tỷ lệ cho phái nữ là 60%. Tại Sidhi, 15% dân số nhỏ hơn 6 tuổi.